# Packeiser
Packeiser ist ein Familienname aus Ostpreußen.

Absolute Häufigkeit des Familiennamens „Packeiser“ in Deutschland

## Herkunft und Bedeutung
Der Name leitet sich von litauisch pakausis „Hinterkopf“ her und ist damit ein Übername. 

## Namensvarianten
- Packheiser, Pakheiser, Packhäuser, Packheuser, Packeuser
- Packieser, Packhieser, Pakausis
- Pauckhauser, Packheyer
- Packus, Paghuser, Backhuss

## Bekannte Namensträger
- Dörte Maria Packeiser (* 1957), deutsche Organistin, Chorleiterin, Kantorin und Kirchenmusikdirektorin in Heidenheim
- Hans-Jörg Packeiser (* 1956), deutscher Trompeter und Musikpädagoge